# مقاطعة كينيدي (تكساس)
مقاطعة كينيدي (بالإنجليزية: Kenedy  County)‏ هي إحدى المقاطعات في ولاية تكساس، الولايات المتحدة الأمريكية.